# قرار مجلس الأمن التابع للأمم المتحدة رقم 1892
قرار مجلس الأمن التابع للأمم المتحدة رقم 1892 المتخذ بالإجماع في 13 أكتوبر 2009.

## القرار
مدد مجلس الأمن ولاية بعثة الأمم المتحدة لتحقيق الاستقرار في هايتي حتى 15 تشرين الأول / أكتوبر 2010، وعدل تشكيل قوتها لتلبية الاحتياجات الحالية على الأرض بشكل أفضل.
اتخذ المجلس بالإجماع القرار 1892 (2009)، تحت الفصل السابع من ميثاق الأمم المتحدة، وقرر المجلس أن تتكون البعثة من عنصر عسكري يصل قوامه إلى 940 6 فردا بالإضافة إلى 2,211 شرطي. كما أعرب المجلس عن اعتزامه مواصلة تجديد البعثة.
وأيد قرار المجلس التوصية التي قدمها الأمين العام بان كي مون في تقريره الأخير، الذي أشار إلى أن دور عنصري الشرطة والعنصر العسكري التابعين لبعثة الأمم المتحدة يحتاج إلى التكيف مع تطور التهديدات التي تواجه هايتي، وكما طورت الدولة قدرتها الأمنية الخاصة. في حين كان من الواضح أنه سيتعين الحفاظ على المستويات الحالية للقوة لتجنب أي انتكاسات كبيرة، قال الأمين العام إنه سيكون من المستحسن أيضًا إجراء بعض التعديلات لتعزيز القدرة التشغيلية للبعثة على الانتشار السريع ورصد المواقع النائية، بما في ذلك المناطق الحدودية وساحل هايتي.
وأعاد مجلس الأمن، من جانبه، تأكيد دعوته البعثة إلى دعم العملية السياسية الجارية، وتعزيز الحوار السياسي الشامل والمصالحة الوطنية، وتقديم المساعدة اللوجستية والأمنية للانتخابات المقبلة في عام 2010. ودعا المجلس الدول الأعضاء، بما في ذلك الدول المجاورة ودول المنطقة، إلى تعزيز مشاركتها مع حكومة هايتي للتصدي للاتجار غير المشروع عبر الحدود بالأشخاص، ولا سيما الأطفال، والاتجار بالمخدرات والأسلحة وغير ذلك من الأنشطة غير المشروعة.
وبعد اعتماد القرار، أعرب ممثل هايتي عن «خالص التعاطف» من حكومته وشعب هايتي للأمم المتحدة وعائلة وأصدقاء وزملاء ضباط البعثة «الشجعان والموهوبين والمخلصين» من أوروغواي والأردن الذين لقوا حتفهم في الانهيار الرهيب يوم الجمعة 9 أكتوبر.